# داير (لاعب كريكت)
داير (1790 بإنجلترا في المملكة المتحدة - )  (بالإنجليزية: Dyer)‏ هو لاعب كريكت بريطاني. لعب مع نادي مارليبون للكريكت ‏.